# Colossendeis dalli
Colossendeis dalli är en havsspindelart som beskrevs av Child, C.A. 1995. Colossendeis dalli ingår i släktet Colossendeis och familjen Colossendeidae. Inga underarter finns listade i Catalogue of Life.